# Thurman T. Scott
Thurman Thomas Scott (Winston-Salem, 28 de agosto de 1903 - Thomasville, 3 de enero de 1988) fue un editor y publicador estadounidense que dirigió la casa editorial Fiction House entre la década de 1930 y principios de la década de 1950.
Al mando de Fiction House, estuvo detrás del lanzamiento de varias revistas pulp al mercado, entre las que se encontraban Planet Stories y Jungle Stories; además, gestó e implementó una división de historietas en la compañía, lanzando al mercado Jumbo Comics, Fight Comics, Jungle Comics, Planet Comics, Rangers Comics y Wings Comics, entre otras.